# Villeneuve-Saint-Georges
Villeneuve-Saint-Georges és un municipi francès, situat al departament de la Val-de-Marne i a la regió de l'Illa de França. L'any 2003 tenia 30.687 habitants.
Forma part del cantó de Villeneuve-Saint-Georges i del cantó de Choisy-le-Roi, del districte de Créteil. I des del 2016, forma part de la divisió Grand-Orly Seine Bièvre de la Metròpoli del Gran París.

## Persones
- René Quenouille (1884-1945), vicebatlle de Villeneuve, metge i radiòleg, comunista i resistent, assassinat pels nazis a l'Escola del Bullenhuser Damm (Hamburg), el 21 d'abril de 1945[1]
- Elie Emile Gabriel Poiree, (1850-1925), musicograf i compositor musical.